# Tavush
Pour l’article homonyme, voir Tavush (Tavush).
Le Tavush ou Tavouch (en arménien Տավուշ) est un marz de l'Arménie situé au nord-est du pays, dont la capitale est Idjevan. Il est bordé au nord par la Géorgie, à l'est par l'Azerbaïdjan, au sud par le marz de Gegharkunik, au sud-ouest par le marz de Kotayk et à l'ouest par le marz de Lorri. Le marz contient les enclaves azerbaïdjanaises de Barkhudarli, Ashagi Askipara et Yukhari Askipara, occupés par l'Arménie depuis mai 1989 dans le cadre de la guerre du Haut-Karabagh.

## Géographie
Le marz a une superficie de 2 704 km2, soit 9,1 % de la superficie totale du pays.

### Situation
|                | Géorgie             |             |
| Marz de Lorri  | marz de Tavush      | Azerbaïdjan |
| Marz de Kotayk | Marz de Gegharkunik |             |

### Géographie physique
Le marz est situé sur la bordure extérieure du Petit Caucase ; l'altitude minimale est de 390 m, l'altitude maximale de 2 993 m. Le principal cours d'eau est l'Aghstev et le principal lac naturel le lac Parz.
L'ensoleillement annuel est de 1 900-2 000 heures ; les hivers y sont doux et les étés chauds.

### Géographie humaine
Outre Idjevan, la région compte quatre autres villes (« communautés urbaines »), Ayrum, Berd, Dilidjan et Noyemberian, et 57 « communautés rurales » (62 villages).
| Idjevan | Dilidjan                                                                  | Noyemberian | Tavush |
| 1. Achajur 2. Acharkut 3. Aknaghbyur 4. Aygehovit 5. Azatamout 6. Berkaber 7. Ditavan 8. Enokavan 9. Gandzakar 10. Getahovit 11. Hovk 12. Idjevan 13. Khashtarak 14. Kirants 15. Lusadzor 16. Lusahovit 17. Sarigyugh 18. Sevkar 19. Tsaghkavan 20. Vazashen | 1. Aghavnavank 2. Dilidjan 3. Gosh 4. Haghartsin 5. Khachardzan 6. Teghut | 1. Artchis 2. Ayrum 3. Baghanis 4. Bagratashen 5. Barekamavan 6. Berdavan 7. Debedavan 8. Deghdzavan 9. Dovegh 10. Haghtanak 11. Jujevan 12. Koghb 13. Koti 14. Lchkadzor 15. Noyemberian 16. Ptghavan 17. Voskepar 18. Voskevan 19. Zorakan | 1. Artsvaberd 2. Aygedzor 3. Aygepar 4. Berd 5. Chinari 6. Chinchin 7. Choratan 8. Itsakar 9. Mosesgegh 10. Navur 11. Nerkin Karmir aghbyur 12. Norashen 13. Paravakar 14. Tavush 15. Tsaghkavan 16. Varagavan 17. Verin Karmir aghbyur |

## Histoire
4 septembre 1994 : attentat de Bagratashen.
Comme les autres marzer arméniens, le marz de Tavush a été créé par la Constitution arménienne adoptée le 5 juillet 1995, mise en œuvre sur ce point par la loi relative à la division territoriale administrative de la République d'Arménie du 4 décembre 1995 et par le décret relatif à l'administration publique dans les marzer de la République d'Arménie du 2 mai 1997. Le marz de Tavush a ainsi été constitué par la fusion de trois raions soviétiques : Idjevan, Noyembarian et Shamshadin.
L'histoire antérieure de la région relève de celle des provinces historiques de Gougark et d'Outik. Au XIXe siècle, elle est intégrée au gouvernement de Géorgie-Iméréthie après la conquête russe, puis en 1848 au gouvernement de Tiflis et en 1868 au gouvernement d'Elizavetpol. Elle est ensuite contrôlée par la Première République d'Arménie et définitivement rattachée à la République socialiste soviétique d'Arménie.

## Démographie
La population du marz s'élève en 2011 à 134 600 habitants, soit 4,1 % de la population du pays.
| 1991    | 1993    | 1995    | 1997    | 1999    | 2001    | 2002    | 2003    |
| ------- | ------- | ------- | ------- | ------- | ------- | ------- | ------- |
| 146 400 | 143 500 | 138 700 | 136 000 | 138 300 | 134 700 | 134 300 | 134 300 |

| 2004    | 2005    | 2006    | 2007    | 2008    | 2009    | 2010    | 2011    |
| ------- | ------- | ------- | ------- | ------- | ------- | ------- | ------- |
| 134 300 | 134 400 | 134 400 | 134 200 | 134 200 | 134 100 | 134 400 | 134 600 |

En 2011, la population urbaine représente 39,2 % de la population totale.
| 1991          | 1993          | 1995          | 1997          | 1999          | 2001          | 2002          | 2003          |
| ------------- | ------------- | ------------- | ------------- | ------------- | ------------- | ------------- | ------------- |
| 59 400 87 000 | 59 500 84 000 | 56 800 81 900 | 53 800 82 200 | 52 000 82 700 | 51 000 83 400 | 50 600 83 700 | 50 600 83 700 |

| 2004          | 2005          | 2006          | 2007          | 2008          | 2009          | 2010          | 2011          |
| ------------- | ------------- | ------------- | ------------- | ------------- | ------------- | ------------- | ------------- |
| 50 500 83 800 | 50 600 83 800 | 50 400 84 000 | 52 600 81 600 | 52 600 81 600 | 52 500 81 600 | 52 600 81 800 | 52 700 81 900 |

| Hommes | Classe d’âge | Femmes |
| ------ | ------------ | ------ |
| 2,1    | 80 ans ou +  | 3,6    |
| 2,8    | 75 à 79 ans  | 3,5    |
| 3,4    | 70 à 74 ans  | 5,0    |
| 1,7    | 65 à 69 ans  | 2,4    |
| 3,3    | 60 à 64 ans  | 4,1    |
| 4,9    | 55 à 59 ans  | 5,6    |
| 7,1    | 50 à 54 ans  | 7,7    |
| 7,1    | 45 à 49 ans  | 7,1    |
| 5,7    | 40 à 44 ans  | 5,5    |
| 6,1    | 35 à 39 ans  | 5,6    |
| 7,8    | 30 à 34 ans  | 7,1    |
| 9,4    | 25 à 29 ans  | 8,1    |
| 10,0   | 20 à 24 ans  | 9,2    |
| 8,6    | 15 à 19 ans  | 7,8    |
| 7,3    | 10 à 14 ans  | 6,5    |
| 6,3    | 5 à 9 ans    | 5,5    |
| 6,4    | 0 à 4 ans    | 5,7    |

## Tourisme
Montagneuse et boisée, la région est relativement préservée sur le plan écologique ; elle compte notamment le parc national de Dilidjan. Elle compte plusieurs monastères (Gochavank, Haghartsin, Makaravank, etc.).

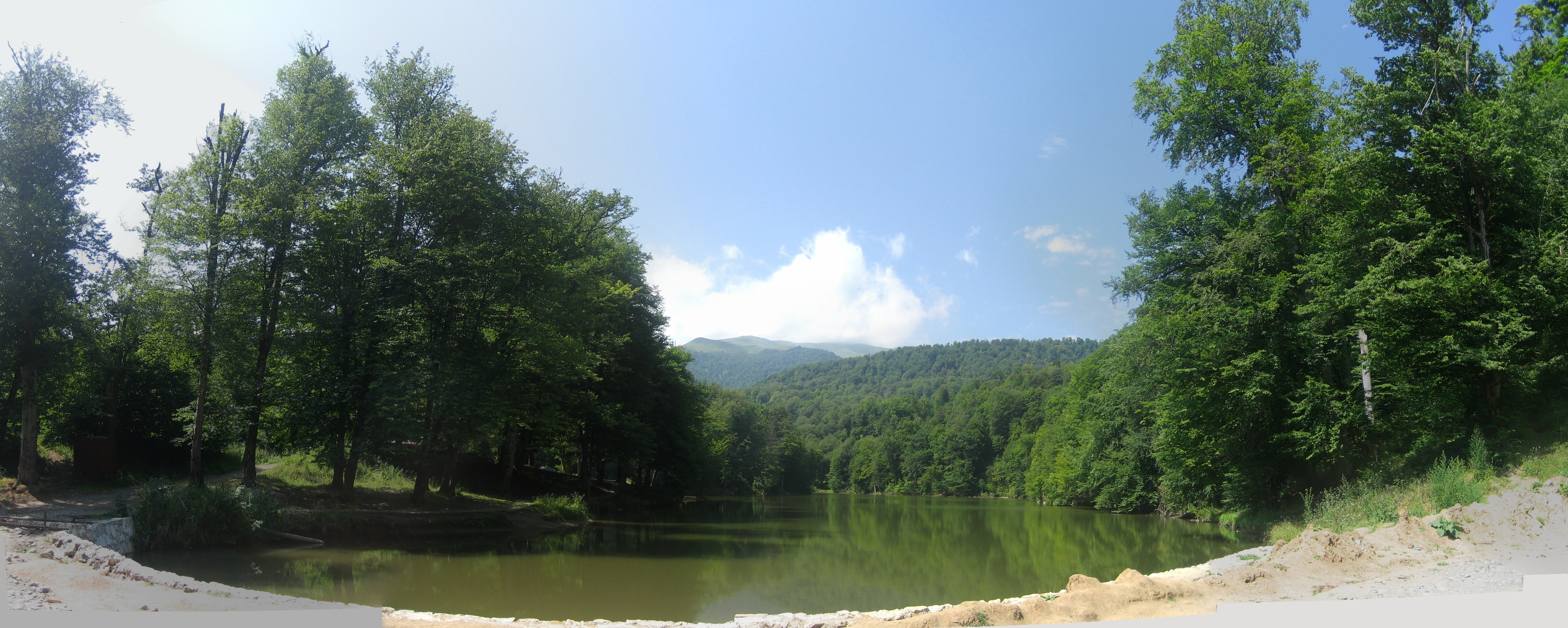
Lac Parz.
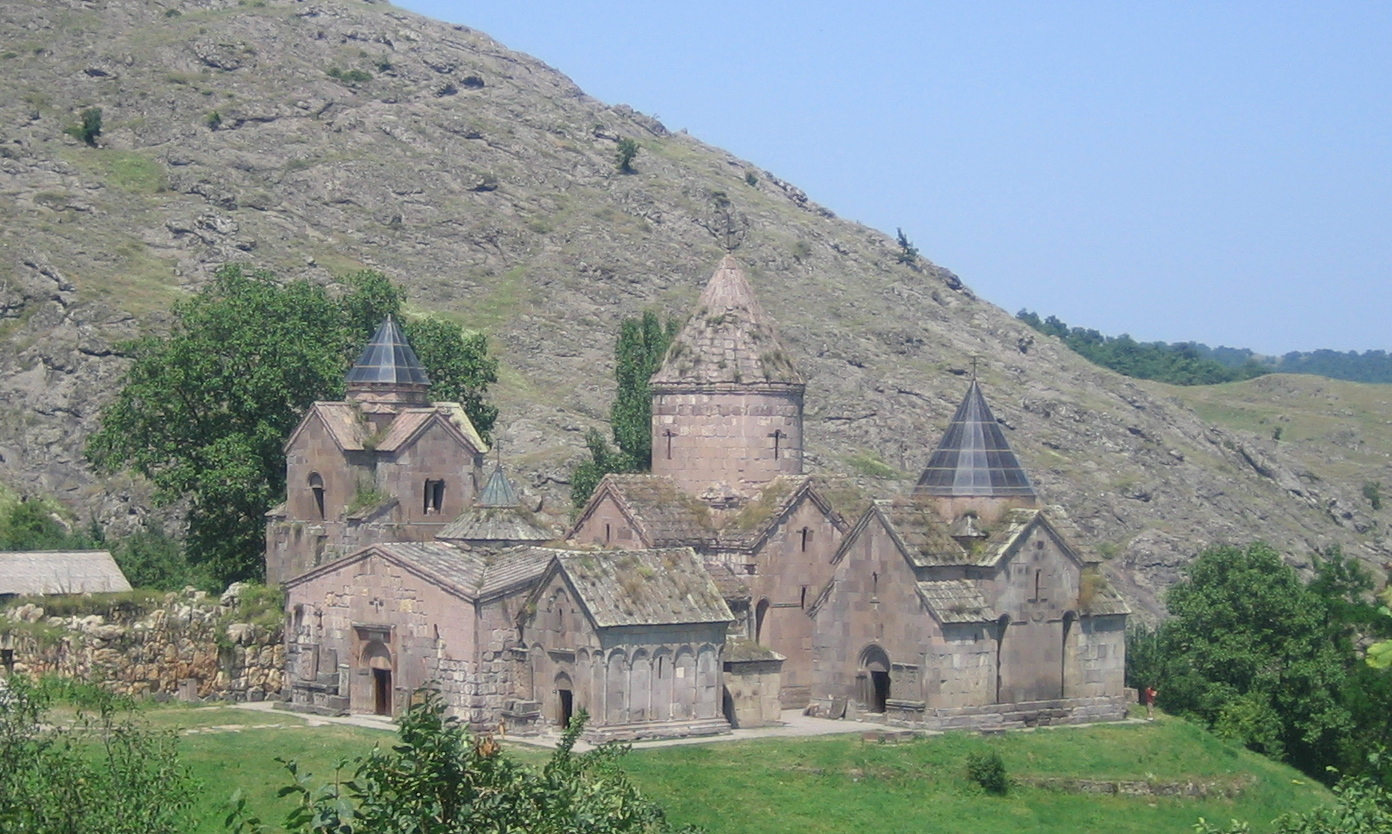
Gochavank.
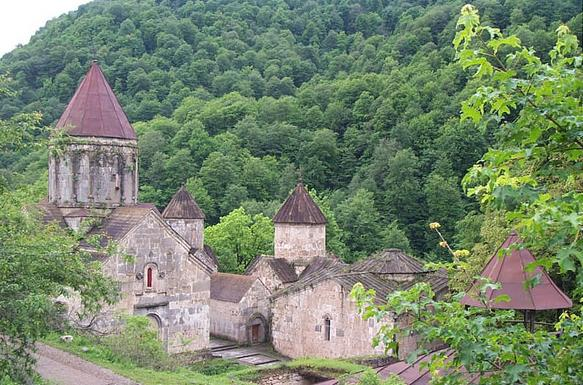
Haghartsine (monastère).
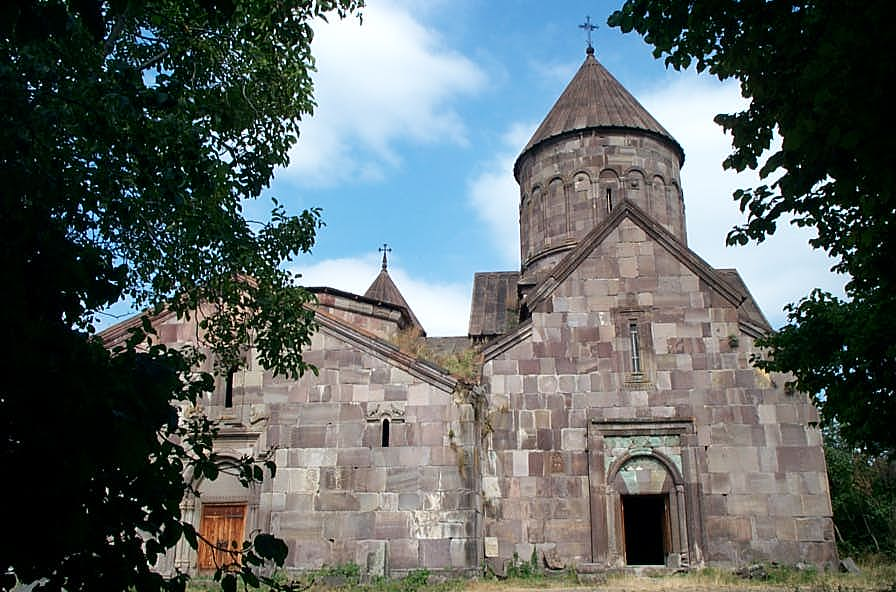
Makaravank.